# Netje Asser
Netje Asser (Amsterdam, 16 december 1807 – Den Haag, 30 juni 1893) is een Nederlandse schrijfster. Ze groeide op, als lid van de familie Asser, in een welvarend joods gezin in Amsterdam aan de Reguliersgracht en aan het Singel. Tot haar huwelijk in 1831 hield ze een dagboek bij, dat ons een kijkje geeft in het leven van de gegoede joodse burgerij van haar tijd. 
Na haar huwelijk woonde ze in Den Haag.